# Danske Kvindeforeningers Valgretsforbund

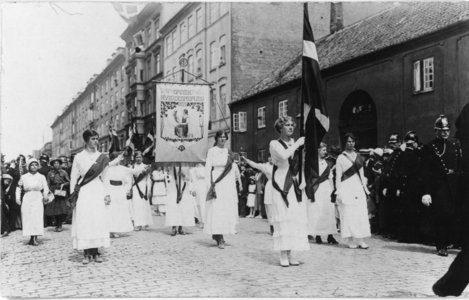
Manifestación de sufragistas danesas en 1915

El Danske Kvindeforeningers Valgsretsudvalg (Comité de Sufragio de la Sociedad Danesa de Mujeres) fue establecido en 1898 por Louise Nørlund, con el apoyo de Line Luplau, con el fin de trabajar para obtener el voto de las mujeres. En 1904, el nombre de la organización fue cambiado a Danske Kvindeforeningers Valgretsforbund (DKV) o la Unión de Sufragio de la Sociedad de Mujeres Danesas.
La DKV consistía en una alianza de organizaciones de mujeres que buscaba el voto de las mujeres tanto en las elecciones municipales como en las nacionales. Bajo el liderazgo de Nørlund, el número de asociaciones aumentó de ocho en 1898 a 22 en 1904. Ese año, la organización se unió a la recién creada Alianza Internacional por el Sufragio Femenino (IWSA), convirtiendo a Dinamarca en uno de sus primeros 10 miembros. Johanne Münter fue la primera secretaria internacional hasta 1909, cuando Thora Daugaard asumió el cargo hasta 1915, cuando las mujeres danesas obtuvieron el derecho al voto. Nørlund participó en el Congreso IWSA de 1904 en Berlín y luego organizó el congreso de 1906 en Copenhague.
Vibeke Salicath presidió la DKV durante un breve período en 1907, pero Nørlund volvió en 1908, tras lo cual Eline Hansen ocupó la presidencia.
En 1906, Johanne Münter fundó y dirigió la organización de sufragio femenino Kvindevalgretsklubben (KVK). Asociado a la DVK, pasó a ser conocido como "Fru Münters Club". Aunque solo contaba con un centenar de miembros, muchos de ellos eran mujeres muy influyentes en lo que respecta al sufragio y los derechos. Editó la revista Kvindestemmerets-Bladet de los miembros de KVK (1907-1913). KVK se disolvió alrededor de 1913.